# Second Chance (chanson de Shinedown)
Pour les articles homonymes, voir Second Chance.
Singles de Shinedown
Devour
(2008) Sound of Madness
(2009)
Second Chance est le neuvième single du groupe Shinedown sorti en 2008.

## Liste des chansons
| No | Titre         | Durée |
| -- | ------------- | ----- |
| 1. | Second Chance | 3:40  |

## Performance dans les charts
| Charts en 2008                               | Meilleure position |
| -------------------------------------------- | ------------------ |
| Australian Singles Chart                     | 19                 |
| Austrian Singles Chart                       | 13                 |
| Canadian Hot 100                             | 29                 |
| German Singles Chart                         | 53                 |
| New Zealand Singles Chart                    | 32                 |
| UK Singles Chart                             | 74                 |
| U.S. Billboard Hot 100                       | 7                  |
| U.S. Billboard Hot Adult Top 40 Tracks       | 1                  |
| U.S. Billboard Hot Mainstream Rock Tracks    | 1                  |
| U.S. Billboard Hot Modern Rock Tracks        | 1                  |
| U.S. Billboard Rock Songs                    | 8                  |
| U.S. Billboard Hot Adult Contemporary Tracks | 23                 |
| U.S. Billboard Pop 100                       | 3                  |
| Dutch Top 40                                 | 31                 |

| Charts en 2009         | Meilleur position |
| ---------------------- | ----------------- |
| U.S. Billboard Hot 100 | 26                |